# Eleições estaduais em Pernambuco em 2014
As eleições estaduais de Pernambuco em 2014 foram realizadas em 5 de outubro como parte das eleições gerais no Brasil. Os eleitores aptos a votar elegeram o Presidente da República, governador do Estado e um senador da República, além de deputados federais e estaduais.
No geral, as regras para as eleições presidenciais também se aplicam às estaduais. Isto é, as eleições possuem dois turnos e se nenhum dos candidatos alcança maioria absoluta dos votos válidos, um segundo turno entre os dois mais votados aconteceu. Todos os candidatos com cargos executivos renunciaram até 5 de abril, para poderem disputar.
Para o Senado, conforme rodízio previsto, foi disputada apenas uma vaga por estado com mandato de 8 anos, que valerá para a 55ª legislatura. O candidato mais votado foi eleito, não havendo segundo turno para as eleições legislativas.
Os principais candidatos a governador são o senador Armando Monteiro (PTB) e Paulo Câmara (PSB). O candidato Paulo Câmara, do PSB, venceu as eleições com 68,08% dos votos válidos, o que corresponde a 3.009.087 votos, e o candidato Armando Monteiro, do PTB, ficou na segunda posição com 31,07% dos votos válidos, o que corresponde a 1.373.237 votos.

## Resultado da eleição para governador
| Candidatos a governador do estado | Candidatos a vice-governador | Número | Coligação | Votação   | Percentual |
| --------------------------------- | ---------------------------- | ------ | --- | --------- | ---------- |
| Paulo Câmara PSB                  | Raul Henry PMDB              | 40     | Frente Popular de Pernambuco (PSB, PMDB, PSDB, PSD, PP, PR, DEM, PROS, SD, PCdoB, PPS, PV, PEN, PHS, PPL, PRP, PRTB, PSDC, PSL, PTC, PTN) | 3.009.087 | 68,08%     |
| Armando Monteiro PTB              | Paulo Rubem Santiago PDT     | 14     | Pernambuco Vai Mais Longe (PTB, PDT, PT, PRB, PSC, PTdoB)                                                                                 | 1.373.237 | 31,07%     |
| José Gomes PSOL                   | Viviane Cruz PMN             | 50     | Mobilização por Poder Popular (PSOL, PMN)                                                                                                 | 27.895    | 0,63%      |
| Jair Pedro da Silva PSTU          | Kátia Telles PSTU            | 16     | — | 5.281     | 0,12%      |
| Miguel Anacleto PCB               | Délio Mendes PCB             | 21     | — | 2.892     | 0,07%      |
| José Pantaleão da Silva PCO       | Sílvio Santos PCO            | 29     | — | 1.644     | 0,04%      |

## Resultado da eleição para senador
| Candidatos a senador da República | Candidatos a suplente de senador                                 | Número | Coligação | Votação   | Percentual |
| --------------------------------- | ---------------------------------------------------------------- | ------ | --- | --------- | ---------- |
| Fernando Bezerra Coelho PSB       | Carlos Augusto Costa PV Eliane Rodrigues Ferreira PSB            | 400    | Frente Popular de Pernambuco (PSB, PMDB, PSDB, PSD, PP, PR, DEM, PROS, SD, PCdoB, PPS, PV, PEN, PHS, PPL, PRP, PRTB, PSDC, PSL, PTC, PTN) | 2.655.912 | 64,34%     |
| João Paulo Lima PT                | Isabel Cristina de Oliveira PT Flávio Edno Nóbrega PT            | 130    | Pernambuco Vai Mais Longe (PTB, PDT, PT, PRB, PSC, PTdoB)                                                                                 | 1.436.692 | 34.80%     |
| Albanise Pires PSOL               | Eliana Rodrigues Van Der Ploeg PSOL Pérsio Antunes da Silva PSOL | 500    | Mobilização por Poder Popular (PSOL, PMN)                                                                                                 | 27.319    | 0.66%      |
| Simone Fontana PSTU               | Kelly Cristina Silva PSTU Leôncio da Silva Jr. PSTU              | 162    | — | 5.689     | 0.14%      |
| Oxis Pereira PCB                  | Márton Pereira dos Santos PCB Jorge Ferreira da Silva PCB        | 211    | — | 2.370     | 0.06%      |

## Candidatos a governador
Armando Monteiro Neto (PTB):  O senador Armando Monteiro Neto é considerado favorito nas eleições para governador de Pernambuco. Seu candidato a vice é Paulo Rubem Santiago, filiado ao PDT, a coligação "Pernambuco vai Mais Longe", é integrada ainda por PTB/PDT/PT/PSC/PRB/PTdoB.
Paulo Câmara (PSB):  O economista Paulo Câmara, do PSB, faz sua estreia como candidato a governador pela coligação "Frente Popular de Pernambuco", composta ainda por PMDB, PSDB, DEM, PCdoB, PSD, PR, PPS, SD, PP, PTC, PRP, PTN, PPL, PHS, PSDC, PROS, PEN, PRTB e PSL. Raul Henry, do PMDB, é o candidato a vice.
Zé Gomes (PSOL):  Zé Gomes é candidato a governador pelo PSOL, que forma a coligação "Mobilização pelo Poder Popular" com o PMN. Entrou no lugar de Zé Miguel, que teve sua candidatura negada. Aos 35 anos, é o mais jovem entre os seis postulantes ao governo estadual. A advogada Viviane Cruz é sua candidata a vice, e assim como Zé Gomes, é a mais jovem dentre os candidatos a vice (31 anos).
Miguel Anacleto (PCB):  O servidor público Miguel Anacleto, formado em Engenharia de Pesca pela Universidade Rural de Pernambuco, é o candidato do PCB ao governo de Pernambuco, fazendo também sua estreia numa eleição. Délio Mendes é o candidato a vice, sendo o mais velho dentre os seis candidatos a vice-governador (74 anos).
Jair Pedro (PSTU):  Candidato a governador pelo PSTU, Jair Pedro é servidor público na área de saúde. Tem Kátia Telles como candidata a vice na chapa neutra.

Pantaleão (PCO):  A candidatura do servidor público estadual foi deferida com recurso pelo TRE-PE, sendo a única em tal situação. Pantaleão terá Silvio Santos como vice em sua chapa.

## Candidatos a senador
Fernando Bezerra Coelho (PSB):  Ex-deputado e ministro da Integração Nacional, Fernando Bezerra Coelho é candidato ao Senado Federal pelo PSB, tendo como suplentes Carlos Augusto Costa e Eliane Rodrigues, do PSDB e PR respectivamente.
João Paulo (PT):  O ex-prefeito do Recife desponta como favorito nas intenções de voto para o Senado. Isabel Cristina e Flávio Nóbrega formam a dupla de suplentes na chapa de João Paulo.
Albanise Pires (PSOL):  Em sua segunda participação como candidata (foi vice na chapa liderada por Roberto Numeriano, que disputara a eleição para a prefeitura do Recife, em 2012), Albanise é postulante a uma vaga no Senado pelo PSOL. A dupla de suplentes é integrada por Ivan Morais e Ana Rodrigues.
Simone Fontana (PSTU):  A professora Simone Fontana é a candidata do PSTU para o Senado Federal. Ela, que disputara os pleitos de 2010 e 2012, com resultados inexpressivos, terá Kelly Cristina e Leôncio Tenório na suplência.
Oxis (PCB):  O representante do PCB é o segundo mais velho entre os candidatos a senador (é dois anos mais novo que João Paulo, nascido em 1952). Oxis, como é conhecido, terá a seu lado Márton Ferreira e Jorge Gameleira como suplentes.

## Pesquisas de opinião

### Governador
| Período da pesquisa            | Instituto | Margem de erro | Candidato          | Candidato              | Candidato         | Candidato             | Candidato         | Candidato              | Brancos ou Nulos | Indecisos |
| Período da pesquisa            | Instituto | Margem de erro | Paulo Câmara (PSB) | Armando Monteiro (PTB) | José Gomes (PSOL) | Miguel Anacleto (PCB) | Jair Pedro (PSTU) | Carlos Pantaleão (PCO) | Brancos ou Nulos | Indecisos |
| ------------------------------ | --------- | -------------- | ------------------ | ---------------------- | ----------------- | --------------------- | ----------------- | ---------------------- | ---------------- | --------- |
| 26/06 a 28 de julho de 2014    | Ibope     | ±3%            | 11%                | 43%                    | 2%                | 1%                    | 1%                | 1%                     | 19%              | 22%       |
| 13/08 a 14 de agosto de 2014   | Datafolha | ±3%            | 13%                | 47%                    | 2%                | 1%                    | 1%                | 1%                     | 15%              | 19%       |
| 23/08 a 25 de agosto de 2014   | Ibope     | ±3%            | 29%                | 38%                    | 1%                | 1%                    | 1%                | 1%                     | 13%              | 16%       |
| 02/09 a 3 de setembro de 2014  | Datafolha | ±3%            | 36%                | 36%                    | 1%                | 1%                    | -                 | 1%                     | 9%               | 17%       |
| 08/09 a 9 de setembro de 2014  | Datafolha | ±3%            | 39%                | 33%                    | 1%                | 1%                    | -                 | -                      | 9%               | 16%       |
| 12/09 a 15 de setembro de 2014 | Ibope     | ±3%            | 38%                | 32%                    | 1%                | -                     | -                 | 1%                     | 11%              | 16%       |
| 20/09 a 22 de setembro de 2014 | Ibope     | ±2%            | 39%                | 35%                    | -                 | -                     | -                 | -                      | 10%              | 15%       |
| 25/09 a 26 de setembro de 2014 | Datafolha | ±3%            | 43%                | 34%                    | 1%                | 1%                    | -                 | -                      | 8%               | 12%       |
| 28/09 a 30 de setembro de 2014 | Ibope     | ±2%            | 42%                | 34%                    | 1%                | -                     | -                 | -                      | 9%               | 13%       |
| 01/10 a 2 de outubro de 2014   | Datafolha | ±3%            | 46%                | 36%                    | 1%                | -                     | -                 | -                      | 8%               | 9%        |
| 01/10 a 4 de outubro de 2014   | Ibope     | ±2%            | 45%                | 32%                    | 1%                | -                     | -                 | -                      | 9%               | 13%       |
| 03/10 a 4 de outubro de 2014   | Datafolha | ±2%            | 52%                | 31%                    | 1%                | -                     | -                 | 1%                     | 6%               | 9%        |
| 5 de outubro de 2014           | Ibope     | ±2%            | 58%                | 38%                    | 2%                | 1%                    | 1%                | -                      | -                | -         |

### Senador
| Período da pesquisa            | Instituto | Margem de erro | Candidato                     | Candidato            | Candidato             | Candidato             | Candidato          | Brancos ou Nulos | Indecisos |
| Período da pesquisa            | Instituto | Margem de erro | Fernando Bezerra Coelho (PSB) | João Paulo Lima (PT) | Albanise Pires (PSOL) | Simone Fontana (PSTU) | Oxis Pereira (PCB) | Brancos ou Nulos | Indecisos |
| ------------------------------ | --------- | -------------- | ----------------------------- | -------------------- | --------------------- | --------------------- | ------------------ | ---------------- | --------- |
| 26/06 a 28 de julho de 2014    | Ibope     | ±3%            | 16%                           | 37%                  | 1%                    | 3%                    | -                  | 17%              | 25%       |
| 13/08 a 14 de agosto de 2014   | Datafolha | ±3%            | 16%                           | 43%                  | 1%                    | 3%                    | 1%                 | 14%              | 23%       |
| 23/08 a 25 de agosto de 2014   | Ibope     | ±3%            | 22%                           | 35%                  | 1%                    | 2%                    | 1%                 | 15%              | 24%       |
| 02/09 a 3 de setembro de 2014  | Datafolha | ±3%            | 24%                           | 35%                  | 1%                    | 2%                    | -                  | 14%              | 24%       |
| 08/09 a 9 de setembro de 2014  | Datafolha | ±3%            | 25%                           | 34%                  | 1%                    | 2%                    | 1%                 | 15%              | 23%       |
| 12/09 a 15 de setembro de 2014 | Ibope     | ±2%            | 27%                           | 32%                  | 1%                    | 1%                    | 1%                 | 16%              | 22%       |
| 20/09 a 22 de setembro de 2014 | Ibope     | ±2%            | 28%                           | 34%                  | 1%                    | 2%                    | 1%                 | 14%              | 21%       |
| 25/09 a 26 de setembro de 2014 | Datafolha | ±3%            | 29%                           | 37%                  | 1%                    | 1%                    | -                  | 13%              | 19%       |
| 28/09 a 30 de setembro de 2014 | Ibope     | ±2%            | 30%                           | 36%                  | 1%                    | 1%                    | -                  | 12%              | 20%       |
| 01/10 a 2 de outubro de 2014   | Datafolha | ±3%            | 30%                           | 37%                  | 1%                    | 1%                    | -                  | 14%              | 17%       |
| 01/10 a 4 de outubro de 2014   | Ibope     | ±2%            | 30%                           | 35%                  | 1%                    | 1%                    | -                  | 12%              | 20%       |
| 03/10 a 4 de outubro de 2014   | Datafolha | ±2%            | 36%                           | 32%                  | -                     | 1%                    | -                  | 13%              | 17%       |
| 5 de outubro de 2014           | Ibope     | ±2%            | 53%                           | 44%                  | 1%                    | 2%                    | -                  | -                | -         |

## Resultados

### Governador
| Candidato(a)                | Vice                   | 1º turno 5 de outubro de 2014 | 1º turno 5 de outubro de 2014 |                    |                    |
| Candidato(a)                | Vice                   | Votação Fonte: TSE            | Votação Fonte: TSE            | Votação Fonte: TSE | Votação Fonte: TSE |
| Candidato(a)                | Vice                   | Total                         | Percentagem                   |                    |                    |
| --------------------------- | ---------------------- | ----------------------------- | ----------------------------- | ------------------ | ------------------ |
| Paulo Câmara (PSB)          | Raul Henry (PMDB)      | 3.009.087                     | 68,08%                        |                    |                    |
| Armando Monteiro (PTB)      | Paulo Rubem (PDT)      | 1.373.237                     | 31,07%                        |                    |                    |
| José Gomes (PSOL)           | Viviane Cruz (PMN)     | 27.895                        | 0,63%                         |                    |                    |
| Jair Pedro (PSTU)           | Kátia Telles (PSTU)    | 5.281                         | 0,12%                         |                    |                    |
| Miguel Anacleto (PCB)       | Délio Mendes (PCB)     | 2.892                         | 0,07%                         |                    |                    |
| José Carlos Pantaleão (PCO) | Sílvio Santos (PCO)    | 1.644                         | 0,04%                         |                    |                    |
| Total de votos válidos      | Total de votos válidos | 4.420.036                     | 83,33%                        |                    |                    |
| → Votos em branco           | → Votos em branco      | 380.464                       | 7,17%                         |                    |                    |
| → Votos nulos               | → Votos nulos          | 503.880                       | 9,50%                         |                    |                    |
| Total                       | Total                  | 4.254.901                     | 83,48%                        |                    |                    |
| Abstenções                  | Abstenções             | 1.049.479                     | 16,52%                        |                    |                    |
| Total de inscritos          | Total de inscritos     | 5.304.380                     | 100,00%                       |                    |                    |

| \| Governador - Esquema Gráfico \| Governador - Esquema Gráfico \| Governador - Esquema Gráfico \| Governador - Esquema Gráfico \| Governador - Esquema Gráfico \| \| ---------------------------- \| ---------------------------- \| ---------------------------- \| ---------------------------- \| ---------------------------- \| \| \| \| \| \| \| \| Paulo Câmara \| Paulo Câmara \| \| 68,08% \| 68,08% \| \| Armando Monteiro \| Armando Monteiro \| \| 31,07% \| 31,07% \| \| José Gomes \| José Gomes \| \| 0,63% \| 0,63% \| \| Jair Pedro \| Jair Pedro \| \| 0,12% \| 0,12% \| \| Miguel Anacleto \| Miguel Anacleto \| \| 0,07% \| 0,07% \| \| José Carlos Pantaleão \| José Carlos Pantaleão \| \| 0,04% \| 0,04% \| \| Brancos e Nulos \| Brancos e Nulos \| \| 16,67% \| 16,67% \| \| Abstenções \| Abstenções \| \| 16,52% \| 16,52% \| |                       |  |        |        |
| Governador - Esquema Gráfico |                       |  |        |        |
| |                       |  |        |        |
| Paulo Câmara | Paulo Câmara          |  | 68,08% | 68,08% |
| Armando Monteiro | Armando Monteiro      |  | 31,07% | 31,07% |
| José Gomes | José Gomes            |  | 0,63%  | 0,63%  |
| Jair Pedro | Jair Pedro            |  | 0,12%  | 0,12%  |
| Miguel Anacleto | Miguel Anacleto       |  | 0,07%  | 0,07%  |
| José Carlos Pantaleão | José Carlos Pantaleão |  | 0,04%  | 0,04%  |
| Brancos e Nulos | Brancos e Nulos       |  | 16,67% | 16,67% |
| Abstenções | Abstenções            |  | 16,52% | 16,52% |

### Senador
| Candidato                     | 5 de outubro de 2014 | 5 de outubro de 2014 |
| Candidato                     | Votação              | Votação              |
| Candidato                     | Total                | Percentagem          |
| ----------------------------- | -------------------- | -------------------- |
| Fernando Bezerra Coelho (PSB) | 2.655.912            | 64,34%               |
| João Paulo Lima (PT)          | 1.436.692            | 34.80%               |
| Albanise Pires (PSOL)         | 27.319               | 0.66%                |
| Simone Fontana (PSTU)         | 5.689                | 0.14%                |
| Oxis Pereira (PCB)            | 2.370                | 0.06%                |
| Total de votos válidos        | 4.127.982            | 77.82%               |
| → Votos em branco             | 609.474              | 11.49%               |
| → Votos nulos                 | 566.924              | 10.69%               |
| Total                         | 4.254.901            | 83.48%               |
| Abstenções                    | 1.049.479            | 16.52%               |
| Total de inscritos            | 5.304.380            | 100.00%              |